# Anita Thallaug
Anita Thallaug (Bærum, 14 de fevereiro de 1938 - 20 de março de 2023) foi uma cantora e atriz norueguesa. Entrou em musicais, programas de televisão e em filmes. Sob o nome Vesla Rolfsen, com sete anos de idade , ela atuava já no teatro Spider, em Oslo.
Apareceu frequentemente em  programas infantis da NRK da década de 1950. Thallaug foi a representante norueguesa no Festival Eurovisão da Canção 1963, em Londres, onde interpretou a canção "Solhverv", tendo terminado em 13.º lugar (último). Ela foi o primeiro dos cantores noruegueses a ter zero pontos naquela competição.
É a irmã mais nova da cantora de ópera Edith Thallaug.

## Morte
Thallaug morreu em 20 de março de 2023, aos 85 anos.

## Canções noMelodi Grand Prix
| Ano  | Título                                         | Classificação na final nacional | Classificação no Festival Eurovisão da Canção |
| ---- | ---------------------------------------------- | ------------------------------- | --------------------------------------------- |
| 1962 | Mormors spilledåse ("Caixa de música da avó)   | 5                               |                                               |
| 1962 | Våre skal dagene være ("Os dias serão nossos") | 4                               |                                               |
| 1963 | Drømmekjolen ("O vestido de sonho")            | 4                               |                                               |
| 1963 | Adjø ("Adeus")                                 | 5                               |                                               |
| 1963 | Solhverv (Solstício)                           | 1.º                             | 13                                            |
| 1966 | Ung og forelsket ("Jovem e no amor")           | 3                               |                                               |
| 1966 | Vims                                           | 5                               |                                               |

## Filmes
- 1990: "Den spanske flue"
- 1964: Klokker i måneskinn"
- 1962: Operation Løvsprett
- 1957: Blondin i fara ("Loira em perigo") (filme sueco) Mona Mace
- 1954: I moralens navn ("A reputação moral")